# SM-91
SM-91 (Sporvogn Motorvogn Prosjektår 1991), også kendt som Svensketrikken eller Göteborgtrikken, var en serie på 36 sporvogne, der kørte på Oslos sporveje fra 1991 til 2002. De stammede oprindeligt fra Göteborg, hvor de var ud af en serie på 125 sporvogne med betegnelse M25.

## Historie
Vognene blev bygget i 1958-1962 af Hägglund for Göteborgs Spårvägar, hvor de havde betegnelsen M25. Der blev i alt bygget 125 vogne, den største svenske levering af sporvogne nogensinde. M25 var oprindeligt bygget til venstrekørsel, og i forbindelse med overgangen til højrekørsel i Sverige i 1967 blev der foretaget omfattende ombygninger af de fleste vogne, med undtagelse af 15 vogne til Angeredsbanan hvor der ikke var vendesløjfe. Vognene blev udrangeret i Göteborg fra 1984 til 1994.
I 1991 købte Oslo Sporveier 36 M25-sporvogne for en krone stykket og gav dem betegnelsen SM-91. Baggrunden for købet var vejarbejder ved først Storo og senere ved Sinsen, der ville fjerne eksisterende vendesløjfer. Den daværende vognpark bestod imidlertid af vogne, der kun kunne betjenes fra en ende, og som derfor var afhængige af vendesløjfe. Løsningen var at lade to motorvogne køre bagende mod bagende, men da SM-53 og SM-83 (Høkavognene) kørte med bivogne, var der ikke nok motorvogne til at lade dem køre bagende mod bagende. I stedet købtes SM-91 til denne kørsel. Men da der ikke blev købt vogne til venstrekørsel, var bagerste vogn altid tom, idet dørene på den vendte modsat stoppestederne. Efter ombygningen ved Sinsen var færdig, fortsatte SM-91 i trafik, mens der ventedes på nye sporvogne. Forskellen var bare at der nu kørtes enkeltvis eller to koblet sammen, hvor den bagerste fungerede som bivogn. SM-91 adskilte sig fra de andre sporvogne ved at dørene blev åbnet manuelt, og at der officielt kun kunne gås ind igennem den forreste af de tre døre. Ellers lignede den SM-83, der var kommet på gaden nogle få år før, ganske meget, både i ydelse, udseende og lyd.
16. januar 2001 var en SM-91 involveret i en dødsulykke ved Holberg plass. En kvinde med barnevogn fik foden i klemme i døren på den bagerste af to vogne og blev slæbt efter den med dødelige skader til følge. Oslo Sporveier og vognstyreren, der havde givet besked om problemer med dørene kort tid før, blev idømt hhv. 5 mio. NOK i bøde for uagtsomt manddrab og 30 dages betinget fængsel for brud på færdselsloven. Efter dette kørte vognene solo. De blev gradvist taget ud af drift frem til sommeren 2002, efterhånden som der blev leveret nye sporvogne af typen SL-95.
En af vognene er bevaret som museumsvogn i Oslo. Derudover er der bevaret fem museumsvogne i Sverige, mens en vogn blev solgt til Disney World i Florida i 1992.